# Артим Ольга Марківна
Ольга Марківна Артим (нар. 23 липня 1965, Миколаїв) — український живописець, член Миколаївської обласної організації Національної спілки художників України з 1998 року.

## Біографія
Народилася 23 липня 1965 року в місті Миколаїв. В дитинстві займалась в музичній школі та відвідувала заняття у дитячій художній школі. У 1985 р. закінчила Одеське державне художнє училище імені М. Б. Грекова з червоним дипломом. Педагоги з фаху — В. Г. Путейко, Г. М. Павлюк. У 1993 році закінчила Львівський Український поліграфічний інститут ім. І. Федорова, де вивчала графіку. Педагоги з фаху — Таранов, Туманов. Після цього продовжила навчання в майстерні народного художника України М. О. Ряснянського.

## Творчість
Творчу діяльність розпочала з 1993 року. Роботи знаходяться в Миколаївському обласному художньому музеї ім. В. В. Верещагіна, а також в приватних колекціях як в Україні, так і за кордоном: Австрія, Німеччина, Італія, Канада, Росія, США, Словенія, Франція, Англія, Японія.
За словами народного художника України Михайла Ряснянського, вчителя Ольги Артим, вона перевершила його в портретному мистецтві.

## Виставки
На рахунку художниці — майже півсотні виставок, які відбулися в Україні, та близько десяти за її межами, з них понад десяток;— персональні.

### Всеукраїнська художня виставка «Мальовнича Україна»
- 1993 р. м. Суми — «Барви України», п.о., 60х70,
- 1994 р. м. Миколаїв — «Рожевий сон», п.о., 70х75,
- 1995 р. м. Ужгород — «Тепла осінь», п.о., 55х70,
- 1996 р. м. Рівне — «Цикламен розквітнув», п.о., 50х70,
- 1997 р. м. Херсон — «Ольвія», п.о., 50х70, «Рожева герань», п.о., 50х70,
- 2000 р. м. Київ — «Квіти для Віри», п.о.,
- 2005 р. м. Кіровоград — «Куточок раю», п.о., 80х100,

### Всеукраїнські художні виставки
- 1993 р. м. Київ — «Весняна» — Триптих «Весняні мрії», права частина «Мелодії весни», п.о., 85х65,
- 1993 р. м. Київ — «Осіння» — «Перша перемога», п.о., 70х50,
- 1994 р. м. Київ — молодіжна художня виставка «Квіти надії» — «Осінь», п.о., 70х60,
- 1996 р. м. Київ — «Осіння» — «Натюрморт», п.о., 70х60,
- 1997 р. м. Київ — «Художній осінній салон» — «Лісові дарунки», п.о., 60х70,
- 1999 р. м. Київ — «Осінній салон» — «Яблука на Спаса», п.о., 80х80,
- 2000 р. м. Київ — «Весна — 2000» — «Память», п.о., 80х100,

### Всеукраїнські художні виставки, присвячені пам'ятним подіям
- 1994 р. м. Київ — «50 років визволення України від фашистських загарбників» — «Ще одна річниця», п.о., 80х60,
- 1995 р. м. Київ — «За світ без екстремізму та фашизму» — «На честь перемоги демократії», п.о., 50х70, «Три грації», п.о., 55х70,
- 1995 р. м. Київ — «400 річчю від дня народження Б.Хмельницького» — «Рибний день», п.о., 55х65, «Захід нам допоможе», п.о., 55х65,
- 1996 р. м. Київ — «Чорнобиль, подвиг, память» — «Маки Чорнобиля», п.о., 80х60,
- 1998 р. м. Київ — «60 років НСХУ» — «Помаранчі щоденно», п.о., 50х76,
- 2008 р. м. Київ — «До дня художника» — «Мальви», п.о., 100х80.

### Закордонні художні виставки
- 1995 р. м. Мюнхен, Німеччина (каталог),
- 1995 р. м. Дюссельдорф, Німеччина (каталог),
- 1995 р. м. Мілан, https://web.archive.org/web/20111121194223/http://bits.wikimedia.org/skins-1.18/common/images/cyrl/button_link.png (каталог),
- 2002 р. м. Неаполь, Італія (каталог),
- 2002 р. м. Москва, Росія,
- 2003 р. м. Москва, Росія (каталог),
- 2006 р. м. Москва, Росія (каталог).

### Персональні художні виставки
- 2001 р. м. Миколаїв — Обласний художній музей ім. В. В. Верещагіна, (82 роботи),
- 2003 р. м. Київ — Музей Гетьманства, (18 робіт),
- 2004 р. м. Миколаїв — Галерея мистецтв МДГУ ім. П.Могили — «І знову осінь»,
- 2005 р. м. Одеса — Обласний державний літературний музей — «Квітковий танок», (33 роботи),
- 2008 р. м. Миколаїв — ЦСП ОК РУСАЛ, (20 робіт),
- 2008 р. м. Одеса — Обласний державний літературний музей — «Виставка живопису», (26 робіт),
- 2008 р. м. Миколаїв — Галерея мистецтв МДГУ ім. П. Могили — «Листопад», (28 робіт),
- 2015 р. м. Одеса — Галерея «Муза» — «Ми малюєм літо».

## Нагороди
- 1998 р., 2000 р. — м. Миколаїв — Лауреат конкурсів «Молоде ім'я року».

## Родина
Чоловік — Артим Дмитро Іванович та донька — Артим Юлія Дмитріна теж художники.